# ستيفن هيرش
ستيفن هيرش (بالإنجليزية: Steven Hirsch)‏ هو رائد أعمال أمريكي، ولد في 25 مايو 1961 في ليندهرست في الولايات المتحدة.

## وصلات خارجية
- ستيفن هيرش على موقع IMDb (الإنجليزية)